# Rózsa Endre
Rózsa Endre (Pécs, 1941. október 30. – Budapest, 1995. április 18.) József Attila- és Bethlen Gábor-díjas költő, a Kilencek költőcsoport tagja.

## Élete
Pécsett érettségizett, egy évig operátorként dolgozott az uránbányában, majd az ELTE Bölcsészettudományi karán magyar-történelem tanári diplomát szerzett. 1967-ben az Eötvös Egyetemi Klub igazgatója volt. Itt ismerkedett meg a Kilencek többi tagjával. Nagy László írta az első előszót első közös antológiájukhoz az Elérhetetlen Földhöz, de megjelentetésére két évet várni kellett. 1968-ban munkát változtatott; rövid ideig nevelőtanár volt, majd a Fonómunkás című üzemi lapban publikált. Az Elérhetetlen Föld megjelenésével lett országosan ismert. 1975–76 között a Fiatal írók József Attila Körének titkára volt. 1978–85 között Vácott élt. 1979–80 között a Művelődésügyi Minisztérium alkalmazottja volt. 1980-tól a Móra Könyvkiadó Kozmosz Könyvek sorozatát szerkesztette.

## Verseskötetei
- Kavicsszüret (1970)[3]
- Senki ideje (1974)
- Kietlen ünnep (1979)[4]
- Sárkányeregető (gyerekversek) (1985)
- Az anyag emlékezete (1987)
- Szomjúság örökmécsei (1989)
- Árnyékszobrok (válogatott és új versek) (1993)[5]
- Az ámokfutó álmai (hátrahagyott versek) (1998)[6]

## Kitüntetései
- József Attila-díj (1979)[7]
- Magyar Köztársaság Érdemrend Középkeresztje a Kilenceknek (1994)[7]
- Bethlen Gábor-díj a Kilenceknek (posztumusz) (2009)[7]